# Denis Suazo
Denis Orlando Suazo Jaime (San Pedro Sula, Honduras; 16 de junio de 1989) es un futbolista de nacionalidad hondureña. Juega de defensa y su actual equipo es el Real Sociedad de la Liga Nacional de Honduras.

## Clubes
| Club            | País     | Año             |
| --------------- | -------- | --------------- |
| Parrillas One   | Honduras | 2009 - 2012     |
| Victoria        | Honduras | 2012 - 2013     |
| Parrillas One   | Honduras | 2014            |
| Atlėtico Limeño | Honduras | 2014            |
| Real Sociedad   | Honduras | 2015 - Presente |

## Palmarés

### Campeonatos nacionales
| Título                      | Club          | País     | Año           |
| --------------------------- | ------------- | -------- | ------------- |
| Liga de Ascenso de Honduras | Parrillas One | Honduras | Apertura 2010 |